# Pico da Esperança

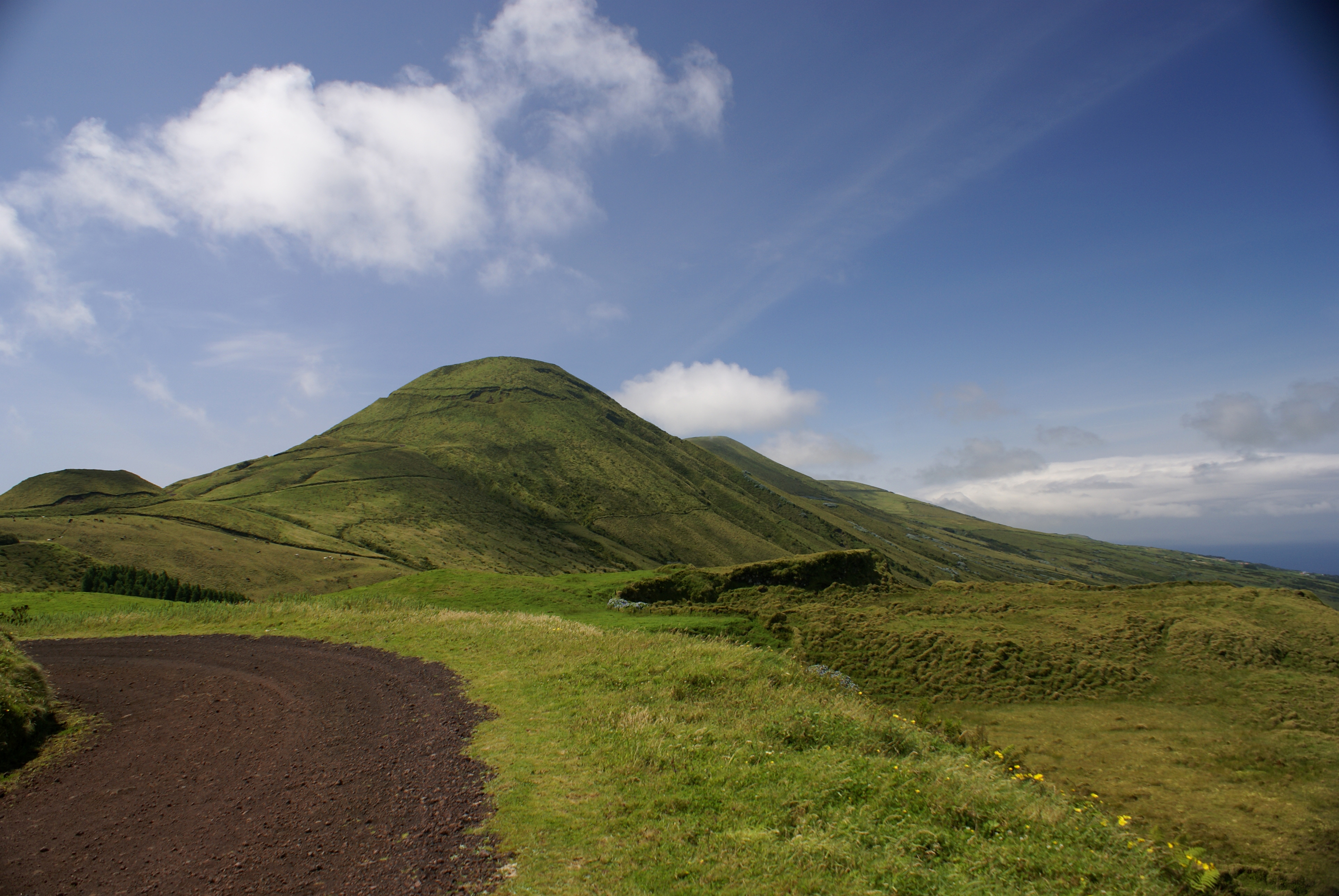
Pico da Esperança, Norte Grande.

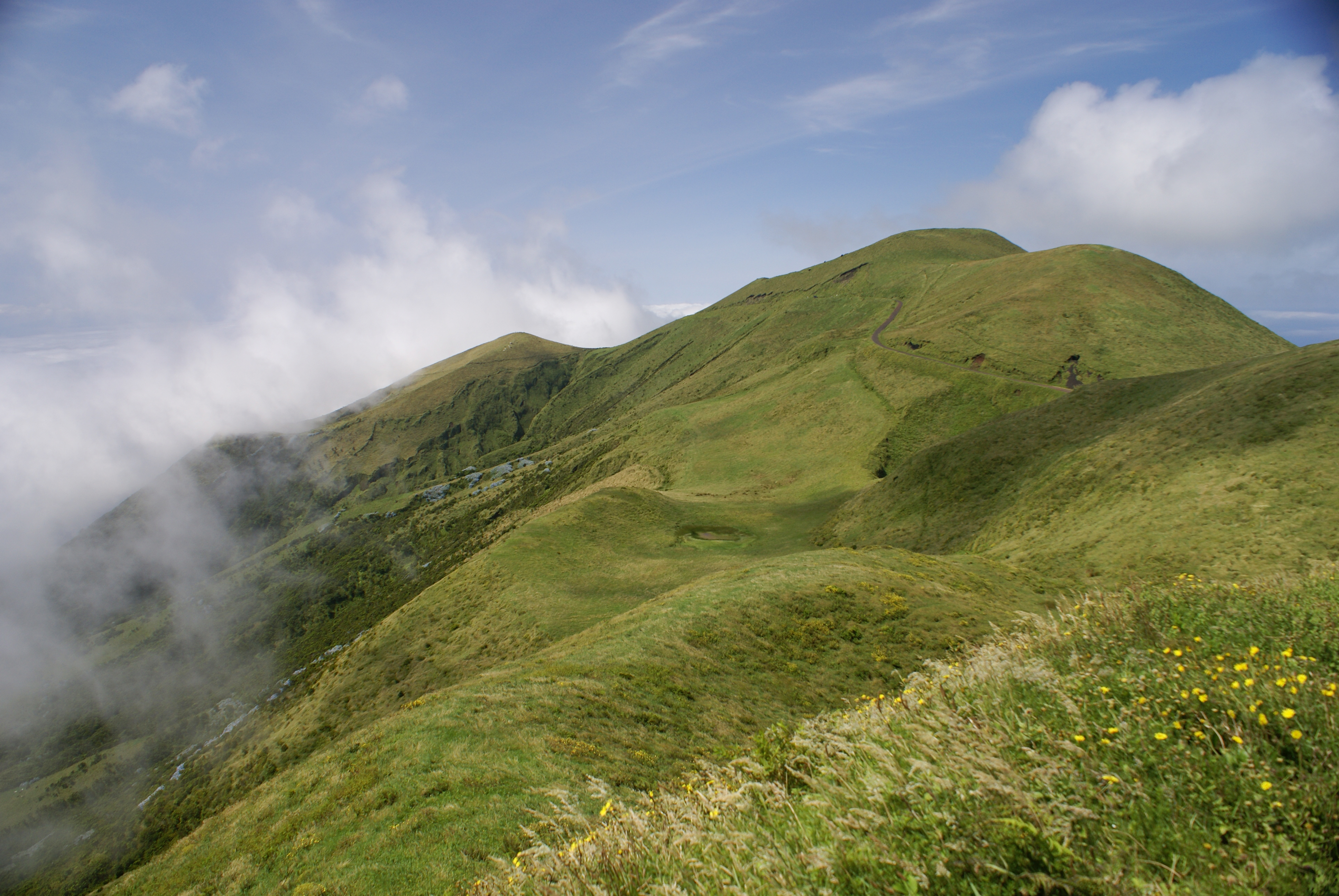
Cordilheira de montanhas centrais da ilha de São Jorge.

O Pico da Esperança é uma montanha vulcânica localizada no freguesia do Norte Grande, concelho de Velas, ilha de São Jorge, Arquipélago dos Açores. Esta montanha deve a sua origem a um vulcão localizado na serra que da forma a cordilheira central da ilha de São Jorge e é a maior montanha desta ilha elevando-se até 1053 metros de altitude.
Esta elevação que é a mais alta da ilha permite avistar em dias de céu sem nevoeiro uma paisagem que se estende por centenas de quilómetros em seu redor. Do cimo do cone vulcânico avistam-se muitas das fajãs da ilha bem como a ilha do Faial, a ilha do Pico nas vertentes voltadas ao Sul e a Ilha Terceira e a ilha Graciosa na vertente voltada ao Norte.
Na sua proximidade e ao longo da cordilheira central onde se insere seguem-se todas as outras montanhas cuja altitude é menor destacando-se entre elas o Pico do Montoso, montanha esta que encerra as formações geológicas conhecidas como Grutas do Algar do Montoso.
Devido às características do clima bastante pluvioso de altitude encontra-se profundamente envolvida em grandes maciços de hortênsias, que nesta ilha são utilizadas para proceder à divisão das propriedades.
As restantes montanhas que dão forma à cordilheira central da ilha de São Jorge, além da aqui referida e do Pico do Montoso, são o Pico do Areeiro, o Pico Pinheiro, o Pico Alto, junto da localidade do Toledo, o povoado habitado mais alto dos Açores, que se localiza a 600 metros, o Pico da Pedreira, o Pico das Brenhas e o Morro Pelado que chega aos 1019 metros de altitude.
Ao longo desta cordilheira encontra-se grande abundância de vegetação endémica típica da Macaronésia, possuidora de um de grande valor botânico e científico ao ponto de ter justificado a criação nesta cordilheira de uma área protegida integrada na Rede de Áreas Protegidas dos Açores através do Parque Natural de São Jorge.
Nesta cordilheira encontram-se muitas das crateras dos vulcões que lhe deram origem actualmente adormecidos nas eras geológicas, existem estranhas lagoas povoadas pela flora e fauna típica destas paragens médio atlânticas macaronésicas.
Toda esta área geográfica corresponde a uma formação recente da ilha em termos geológicos, e são o produto de três grandes erupções vulcânicas espaçadas entre si por milhares de anos que deram origem a grandes superfícies de novas terras de que ainda é possível ver "ligações" tanto nos quebres que interrompem a paisagem a Oriente e a Ocidente como pelos materiais expelidos.

## Acidente aéreo de 1999

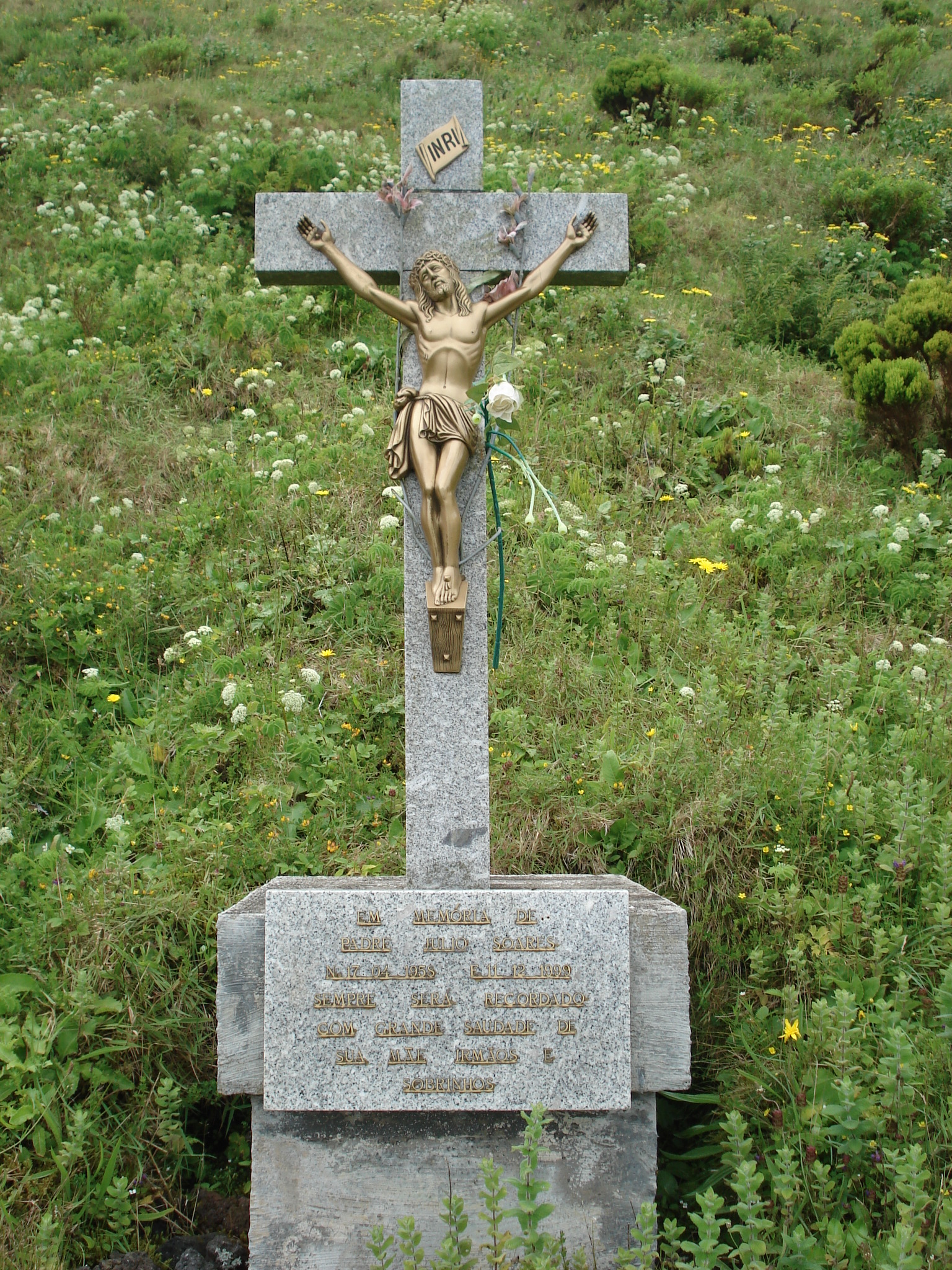
Homenagem a Padre Júlio Soares

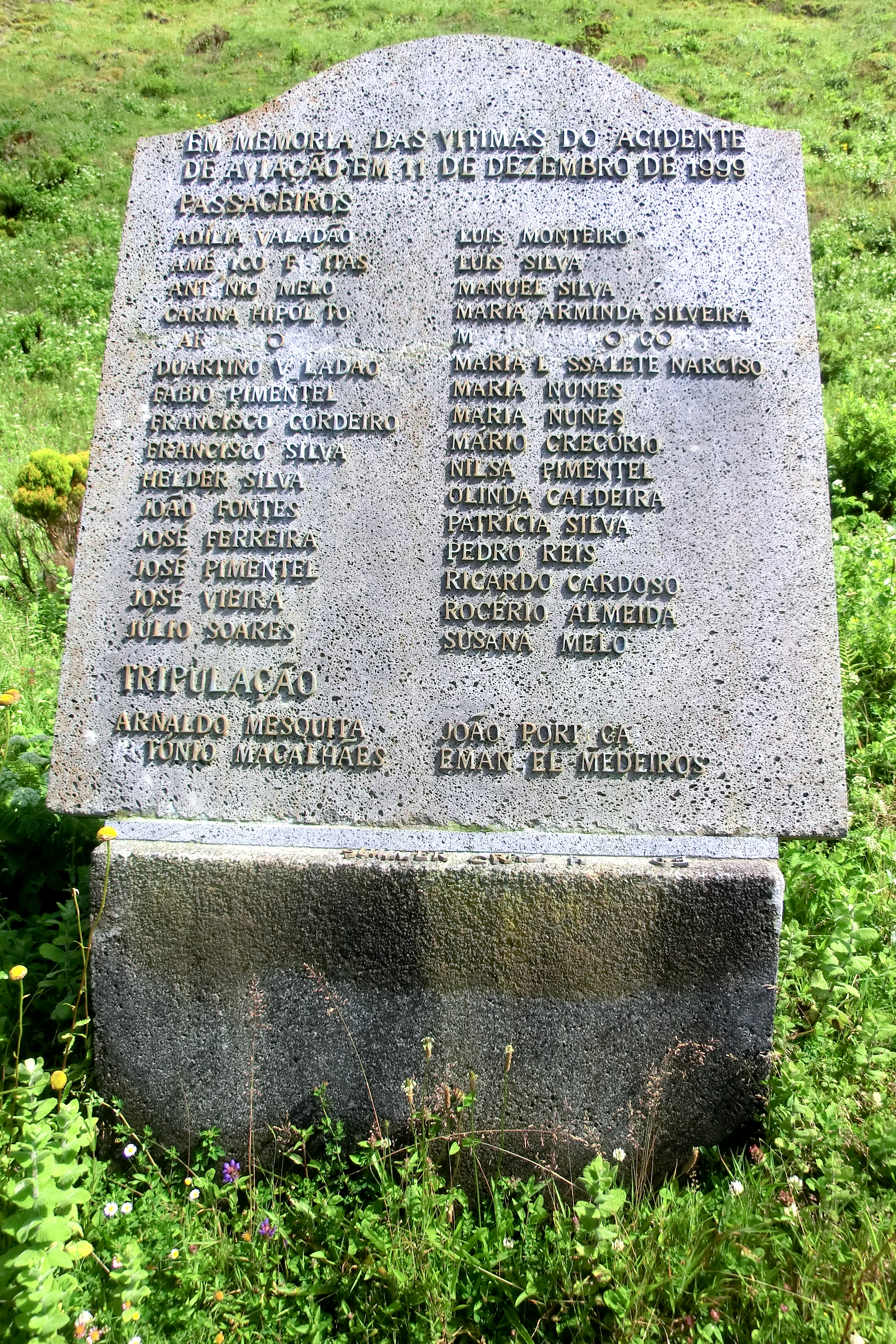
Em memória das vítimas do acidente de aviação em 11 de dezembro de 1999

O Voo ATP SP530M da companhia aérea SATA Air Açores, no percurso entre Ponta Delgada e as Flores, com escala na Horta, a 11 de dezembro de 1999, às 9h20min, colidiu com o Pico da Esperança, na Ilha de São Jorge, vitimando todos os passageiros e tripulação, num total de 35 pessoas. A aeronave era um BAe ATP da British Aerospace, o ATP "Graciosa".